# 石瑽
石瑽（1452年—？），字德和，錦衣衛匠籍，浙江嘉興府嘉興縣人，明朝政治人物。

## 生平
成化十三年（1477年）丁酉科順天鄉試第二十六名舉人，弘治三年（1490年）中式庚戌科會試第一百七十三名，三甲第四十七名進士。授江西建昌縣知縣，調湖廣鄖西縣知縣。

## 家族
曾祖石顯一；祖父石仲玉；父石佑。母盛氏；繼母張氏。具庆下。